# Cratere Launcelot
Launcelot è un cratere sulla superficie di Mimas.